# Hyperolius nitidulus
Hyperolius nitidulus es una especie de anfibios de la familia Hyperoliidae.
Habita en Benín, Burkina Faso, Camerún, República Centroafricana, Gambia, Ghana, Guinea, Costa de Marfil, Malí, Nigeria, Senegal, Sierra Leona y, posiblemente Chad, República Democrática del Congo, Guinea-Bissau, Liberia, Mauritania, Níger y Togo.
Su hábitat natural incluye sabanas secas, sabanas húmedas, zonas secas de arbustos, zonas de arbustos tropicales o subtropicales secos, praderas secas a baja altitud, praderas húmedas o inundadas en alguna estación, praderas tropicales o subtropicales a gran altitud, ríos, pantanos, lagos de agua dulce, lagos temporales de agua dulce, marismas de agua dulce, corrientes intermitentes de agua dulce, tierra arable, pastos, jardines rurales, áreas urbanas, áreas de almacenamiento de agua, estanques, open excavations, zonas de regadío, tierras de agricultura parcial o temporalmente inundadas, canales y diques.